# Teatro Tabarís
El Teatro Tabarís (o MultiTabaris) es un clásico teatro de revista que se encuentra en la Avenida Corrientes 831, en Buenos Aires, Argentina. En su mismo lugar existió antes un cabaré llamado Royal Pigall (o Royal Pigalle).
Fue inaugurado el 7 de julio de 1924, y la anécdota cuenta que en aquella fría noche de invierno la calefacción central falló y los invitados tuvieron que cenar abrigados con sus tapados y sobretodos. El Tabarís se transformó en uno de los más importantes cabarés y centro de diversión nocturna de la clase alta y bohemia de esa pujante década que se recuerda en todo el mundo como los años locos, siendo el primer lugar público que contó con aire acondicionado en la ciudad.[cita requerida] En la planta baja estaba el salón de baile, y en el piso superior el sector de palcos y salones reservados adonde los clientes podían acceder a espectáculos privados. Entre sus visitantes ilustres estuvieron Eduardo de Windsor (Príncipe de Gales), Orson Welles, Maurice Chevalier, Luigi Pirandello, Carlos Gardel, Federico García Lorca y hasta el Maharajá de Kapurthala.
El arquitecto Fabio Grementieri retrata a la clientela del Tabarís como «(...) compuesta por niños bien, turistas bohemios y celebrities, toda gente de buen pasar capaz de pagar por una copa el equivalente a casi medio sueldo de un empleado común». Según el autor, el chef del teatro «ganaba igual que un diputado». Por otro lado, se daban espectáculos de music hall, tango o varieté sobre el escenario, que se sobreelevaba especialmente. Entre los artistas notables que actuaron en el Tabaris estuvieron las francesas Lucienne Boyer, Josephine Baker y Mistinguett.
En 1937, el Teatro-Dancing Tabarís fue remodelado y ampliado por el arquitecto Rafael Sammartino, quien le brindó una estética moderna de líneas sobrias, con columnas de influencia art decó en su fachada vidriada. Desde ese momento, cuenta con una sala principal con un nivel de pulman (suman 551 butacas) y una sala de 160 butacas en el subsuelo apodada petit Tabarís. Dos años después, se inauguraba en el solar vecino el Cine-Teatro Gran Rex, uno de los más importantes de Buenos Aires aún hoy.
Símbolo de la noche porteña y la vanguardia musical a mediados de la década sufriría los embates de la dictadura de Eduardo Lonardique en septiembre de ese año tomó el poder, mandando a clausurar decenas de teatros y cabarets de la Ciudad de Buenos Aires.

En 1989, el Tabarís fue comprado por el empresario Carlos Rottemberg, quien hasta la fecha solo se ocupaba de los contenidos artísticos pagando un canon. En 1998 lo alquiló a una iglesia evangélica. En 2006 el teatro reabrió y se sumó al circuito de salas que organiza Rottemberg, junto con el Multiteatro y el Liceo.

Cartelera del Tabarís en invierno de 2010.